# Таракса (село)
Таракса — село в Пичаевском районе Тамбовской области. Входит в Подъёмский сельсовет.

## География
Село расположено примерно в 10 км к северу от районного центра на реке Пичаевка (Таракса).

## История
Село Таракса упоминается в документах второй ревизской сказки 1745 года. Село принадлежало действительному тайному советнику сенатору Александру Нарышкину. У него было 298 крепостных крестьян. В «Экономических примечаниях Моршанского уезда» записано, что «село Таракса, Архангельское тож» является владением камергера Дмитрия Львовича Нарышкина. Домов в нём насчитывалось 482, населения — 5006 человек.
Ранее в селе располагалось действующая церковь, которую во время советской власти закрыли и использовали как мельницу.
Имелся спиртзавод, построенный ещё при Царской России, и упоминавшийся в архиве в 1925—1927 году как винокуренный завод, просуществовавший до 1970—1980 годов.
До 2009 года село образовывало самостоятельный Тараксинский сельсовет.

## Население
| 2002 | 2010 |
| ---- | ---- |
| 287  | ↘218 |